# Hololepta higoniae
Hololepta higoniae är en skalbaggsart som beskrevs av Lewis 1894. Hololepta higoniae ingår i släktet Hololepta och familjen stumpbaggar. Inga underarter finns listade i Catalogue of Life.